# Genealogía de Jesús
La Genealogía de Jesús es la narración de la Biblia que conecta a Jesús con los reyes descritos en el Tanaj. Su importancia radica debido a que se profetizaba un Mesías, un futuro líder de sangre azul descendiente directo de la Casa de David.
El árbol genealógico de Jesús aparece en los evangelios de Mateo y Lucas (sus relatos no están en sincronía) pero ambos tienen al rey David como antepasado común, algo importante desde el punto de vista doctrinal y profético, Lucas va más allá y traza la ascendencia de Jesús hasta Adán, al que refiere como Hijo de Dios.
Las listas son idénticas entre Abraham y David, pero difieren radicalmente a partir de ese punto, Mateo tiene 27 generaciones de David a José, mientras que Lucas tiene 42, casi sin superposición entre los nombres de las dos listas.⁠ En particular, los dos relatos también discrepan sobre quién era el padre de José: Mateo dice que era Jacob, mientras que Lucas dice que él era Eli.
Los eruditos cristianos tradicionales, empezando por Africano y Eusebio han propuesto varias teorías que tratan de explicar por qué los linajes son tan diferentes, como que el relato de Mateo sigue el linaje de José, mientras que el de Lucas parece seguir el linaje de María, aunque ambos empiezan con Jesús y luego van a José, no a María. 
Algunos eruditos críticos modernos, como Marcus Borg y John Dominic Crossan, afirman que ambas genealogías son invenciones, destinadas a hacer que las reivindicaciones mesiánicas se ajustaran a los criterios judíos.

## Genealogía según Lucas

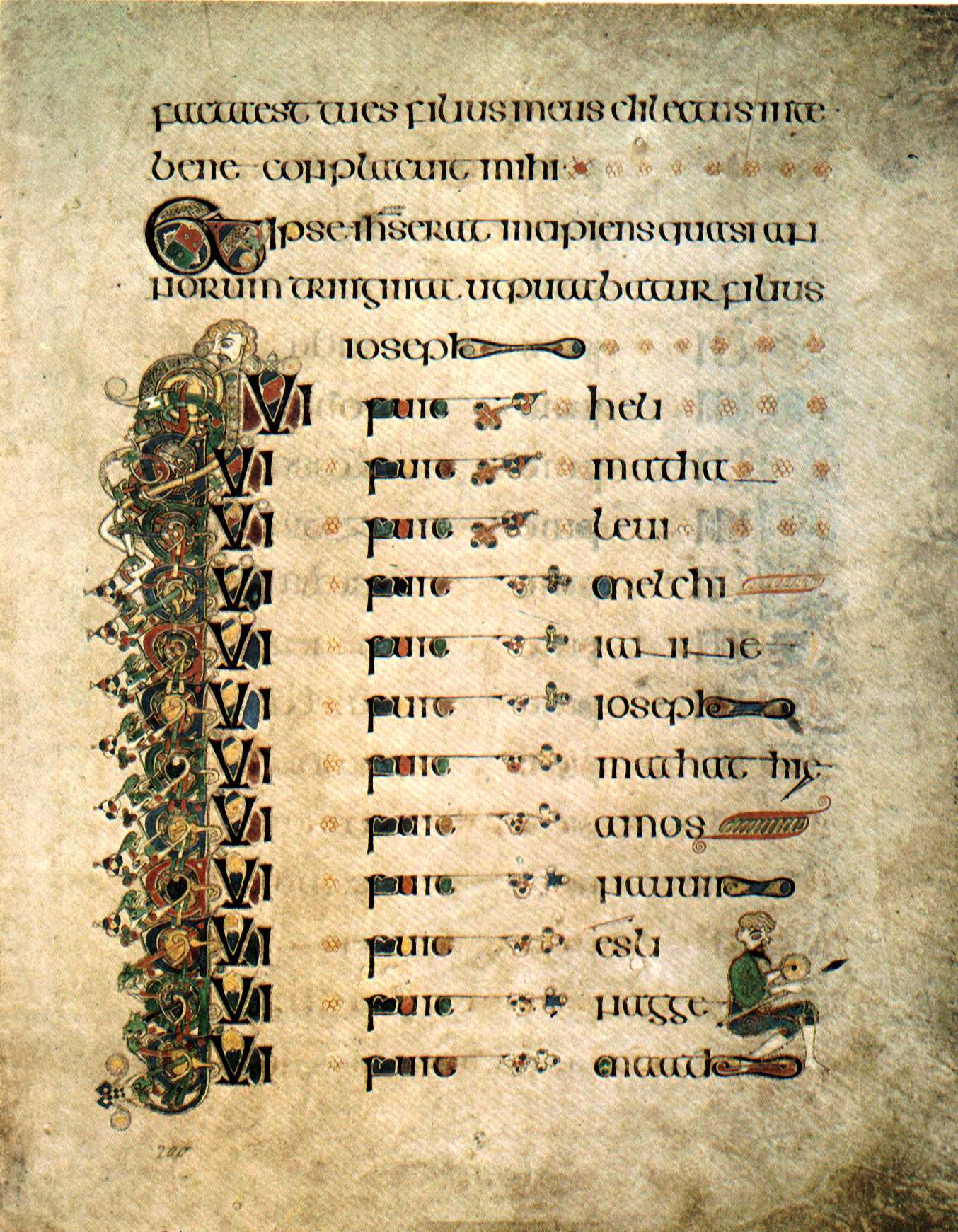
Genealogía de Jesús según Lucas en el Libro de Kells.

En Lucas aparece una lista a partir de José de Nazaret (su padre terrenal) hasta Adán.
- Jesús mismo al comenzar su ministerio era como de treinta años, hijo, según se creía, de José, hijo de Elí,
- hijo de Matat, hijo de Leví, hijo de Melquí, hijo de Janay, hijo de José, hijo de Matatías, hijo de Amós,
- hijo de Nahum, hijo de Eslí, hijo de Nagay, hijo de Máat, hijo de Matatías,
- hijo de Semeí, hijo de Josec, hijo de Yodá, hijo de Yojanán, hijo de Resa,
- hijo de Zorobabel, hijo de Salatiel, hijo de Neri, hijo de Melquí, hijo de Adí,
- hijo de Cosán, hijo de Elmadán, hijo de Er, hijo de Josué,

- hijo de Eliezer, hijo de Jorín, hijo de Matat, hijo de Leví,
- hijo de Simeón, hijo de Judá, hijo de José, hijo de Jonán, hijo de Eliaquín, hijo de Melea,
- hijo de Maínan, hijo de Matata, hijo de Natán, hijo de David, hijo de Isaí, hijo de Obed,
- hijo de Booz, hijo de Salmón, hijo de Naasón, hijo de Aminadab, hijo de Ram,
- hijo de Jesrón, hijo de Farés, hijo de Judá, hijo de Jacob, hijo de Isaac,
- hijo de Abraham, hijo de Taré, hijo de Najor, hijo de Serug,
- hijo de Ragau, hijo de Peleg, hijo de Éber, hijo de Selaj, hijo de Arfaxad,
- hijo de Sem, hijo de Noé, hijo de Lamec,
- hijo de Matusalén, hijo de Enoc, hijo de Jared,
- hijo de Malael, hijo de Cainán, hijo de Enós, hijo de Set, hijo de Adán, hijo de Dios.[8]

## Genealogía según Mateo

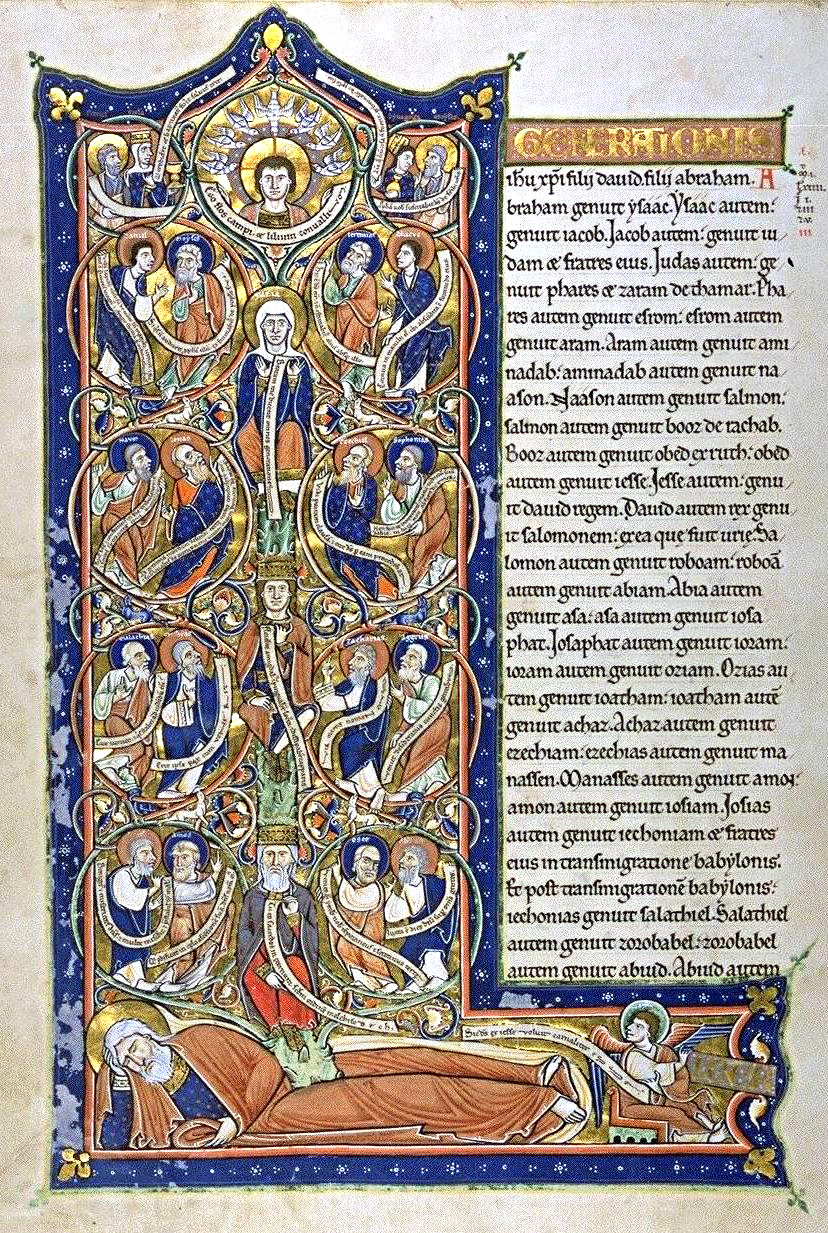
El patrilinaje en Mateo fue tradicionalmente ilustrado por un Árbol de Jesé que muestra toda la descendencia de Jesús de Jesé, padre del rey David.

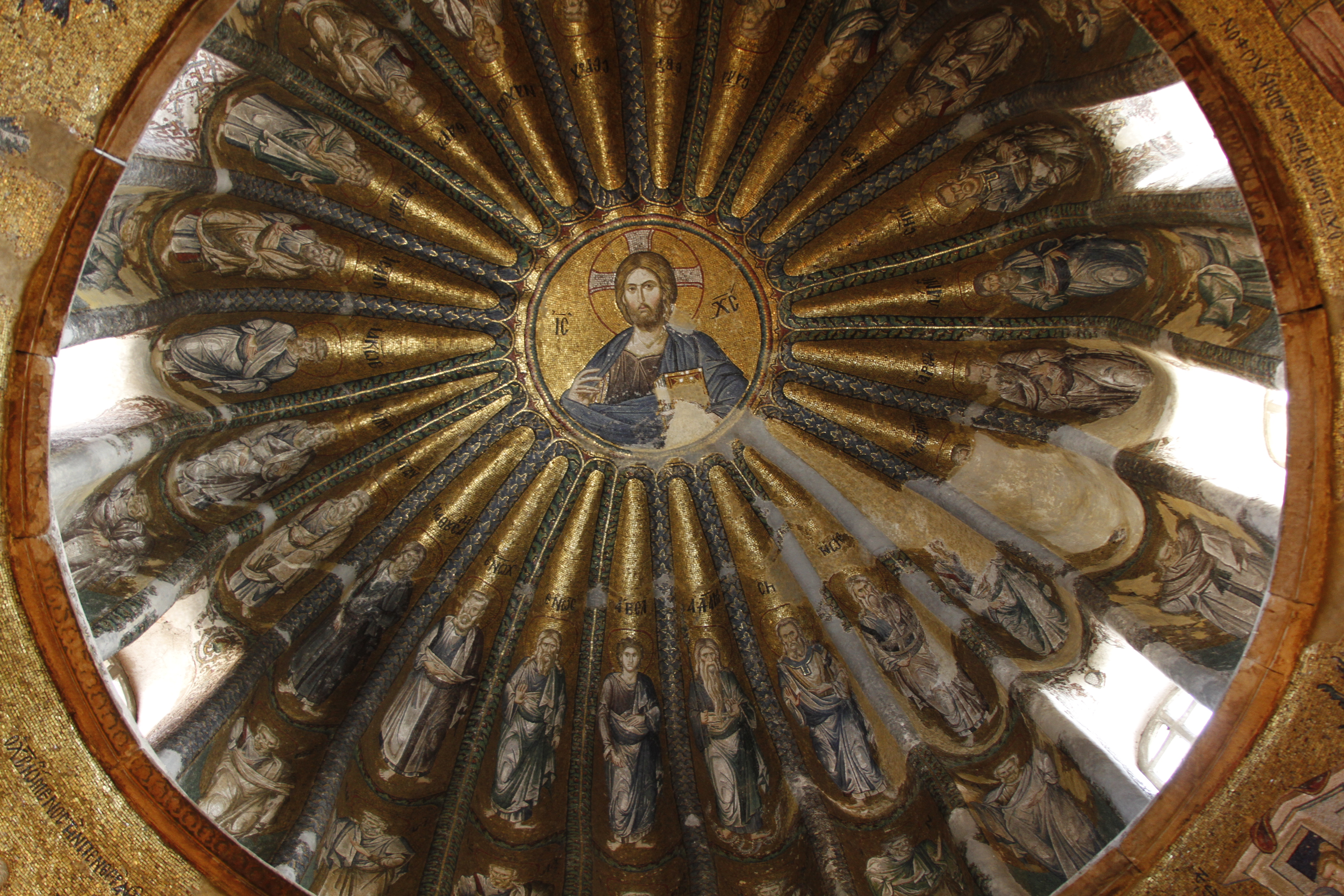
Cúpula sur del nártex interior de la Iglesia de Chora, Estambul, que representa a los antepasados de Cristo desde Adán.

En Mateo aparece una lista a partir de Abraham hasta José de Nazaret.
- Abraham engendró a Isaac, Isaac a Jacob, y Jacob a Judá y a sus hermanos.
- Judá engendró de Tamar a Fares y a Zara, Fares a Esrom, y Esrom a Aram.
- Aram engendró a Aminadab, Aminadab a Naasón, y Naasón a Salmón.
- Salmón engendró de Rahab a Booz, Booz engendró de Rut a Obed, y Obed a Isaí.
- Isaí engendró al rey David, y el rey David engendró a Salomón de la que fue mujer de Urías.
- Salomón engendró a Roboam, Roboam a Abías, y Abías a Asa.
- Asa engendró a Josafat, Josafat a Joram, y Joram a Uzías.
- Uzías engendró a Jotam, Jotam a Acaz, y Acaz a Ezequías.
- Ezequías engendró a Manasés, Manasés a Amón, y Amón a Josías.
- Josías engendró a Jeconías y a sus hermanos, en el tiempo de la deportación a Babilonia.
- Después de la deportación a Babilonia, Jeconías engendró a Salatiel, y Salatiel a Zorobabel.
- Zorobabel engendró a Abiud, Abiud a Eliaquim, y Eliaquim a Azor.
- Azor engendró a Sadoc, Sadoc a Aquim, y Aquim a Eliud.
- Eliud engendró a Eleazar, Eleazar a Matán, Matán a Jacob;
- y Jacob engendró a José, el esposo de María, de la que nació Jesús, llamado Cristo.

El Evangelio de San Mateo describe la genealogía de Jesús hasta David y Abraham, con tres bloques de catorce generaciones de cada ser igualmente esquemático. En el mundo antiguo, cada letra del alfabeto tenía un valor numérico, y el valor para el nombre de "David" da catorce años: de las catorce generaciones, lo que subraya la ascendencia davídica de Cristo y su identidad como el Mesías esperado.
A diferencia de Lucas (quien solo nombra varones), Mateo menciona a cinco mujeres:
- Tamar, quien concibió un hijo (Fares, gemelo con Zara) en una relación con su suegro Judá.
- Rahab, una antigua prostituta de Jericó.
- Rut, una moabita pagana.
- María, la madre de Jesús.

Lo anterior hizo que Jerónimo de Estridón sugiriera que Mateo estaba pensando un cambio moral para que ya no fuera exclusivamente patriarcal.
La genealogía presentada por Mateo en el capítulo 1, presenta un detalle muy interesante debido a que omitió mencionar a tres reyes al escribir “Asa engendró a Josafat; Josafat engendró a Joram; Joram engendró a Uzías” (Mateo 1:8). Los nombres omitidos se encuentran entre Joram y Uzías (también llamado Azarías): Ocozías, Joás y Amasías (1.º de Crónicas 3:11-12).
- Ocozías, hijo de Joram y padre de Joás.
- Joás, hijo de Ocozías y padre a Amasías.
- Amasías, hijo de Joás y padre de Uzías.

Algunos podrían criticar a la Biblia en este asunto, pero para entender los motivos de Mateo, es necesario mencionar la maldición contra la familia de Acab: 

“Acab dijo a Elías: --¿Así que me has encontrado, enemigo mío? El respondió: --Te he encontrado, porque te has vendido para hacer lo malo ante los ojos de Yahvé. Así dice Yahvé: "He aquí, yo traeré el mal sobre ti y te barreré por completo. Eliminaré de Acab a todo varón en Israel, tanto al esclavo como al libre. Yo haré a los de tu casa como a los de la casa de Jeroboam hijo de Nabat y a los de la casa de Baasa hijo de Ajías, por la provocación con que me has provocado a ira y con que has hecho pecar a Israel."
1º de Reyes 21:20-22

Atalía, hija de Acab, fue esposa de Joram el rey de Judá, con quien procreó a Ocozías, este a su vez a Joás y el último a Amasías (justamente los tres reyes omitidos). Esto quiere decir que Mateo obvió a tres descendientes de Atalía y hasta la cuarta generación fue contada nuevamente. Podemos entender que cuando alguien es desechado por Dios, ni siquiera es contado, porque escrito está: “La descendencia de los malhechores jamás será nombrada” (Isaías 14:20). Mateo cumplió con esto al no nombrar a los tres descendientes de Acab.

## Genealogía en 1 libro de  Crónicas
En 1.º Crónicas se da una genealogía de sus antepasados por la línea de Salomón:
- Hijo de Salomón fue Roboam, cuyo hijo fue Abías, del cual fue hijo Asa, cuyo hijo fue Josafat,
- de quien fue hijo Joram, cuyo hijo fue Ocozías, hijo del cual fue Joás,
- del cual fue hijo Amasías, cuyo hijo fue Azarías, e hijo de éste, Jotam.
- Hijo de éste fue Acaz, del que fue hijo Ezequías, cuyo hijo fue Manasés,
- del cual fue hijo Amón, cuyo hijo fue Josías.
- Y los hijos de Josías: Johanán su primogénito, el segundo Joacim, el tercero Sedequías, el cuarto Salum.
- Los hijos de Joacim: Jeconías su hijo, hijo del cual fue Sedequías.
- Y los hijos de Jeconías: Asir, Salatiel,
- Malquiram, Pedaías, Senazar, Jecamías, Hosama y Nedabías.
- Los hijos de Pedaías: Zorobabel y Simei. Y los hijos de Zorobabel: Mesulam, Hananías, y Selomit su hermana;
- y Hasuba, Ohel, Berequías, Hasadías y Jusab-hesed; cinco por todos.
- Los hijos de Hananías: Pelatías y Jesaías; su hijo, Refaías; su hijo, Arnán; su hijo, Abdías; su hijo, Secanías.
- Hijo de Secanías fue Semaías; y los hijos de Semaías: Hatús, Igal, Barías, Nearías y Safat, seis.
- Los hijos de Nearías fueron estos tres: Elioenai, Ezequías y Azricam.
- Los hijos de Elioenai fueron estos siete: Hodavías, Eliasib, Pelaías, Acub, Johanán, Dalaías y Anani.[10]

## Patrilinaje de Jesús según san Lucas
| 1. Dios 2. Adán 3. Set 4. Enós 5. Cainán 6. Mahalaleel 7. Jared 8. Enoc 9. Matusalén 10. Lamech 11. Noé 12. Sem 13. Arfaxad 14. Cainan | 1. Sala 2. Eber 3. Peleg 4. Ragau 5. Serug 6. Nahor 7. Thara 8. Abraham 9. Isaac 10. Jacob 11. Judá 12. Farés 13. Esrom 14. Aram | 1. Aminadab 2. Naasón 3. Salmon 4. Booz 5. Obed 6. Jesé 7. David 8. Natán 9. Mattatha 10. Menan 11. Melea 12. Eliakim 13. Jonam 14. Joseph | 1. Judah 2. Simeon 3. Levi 4. Matthat 5. Jorim 6. Eliezer 7. José 8. Er 9. Elmodam 10. Cosam 11. Addi 12. Melchi 13. Neri 14. Salathiel | 1. Zorobabel 2. Rhesa 3. Joannan 4. Juda 5. Joseph 6. Semei 7. Mattathias 8. Maath 9. Nagge 10. Esli 11. Naum 12. Amos 13. Mattathias 14. Joseph | 1. Jannai 2. Melchi 3. Levi 4. Matthat 5. Helí 6. José 7. Jesús |

## La paternidad de José
Existe una discrepancia entre los Evangelios en torno a la cuestión de quién fue el padre de San José. Mateo enlista a su padre con el nombre de Jacob, mientras que Lucas lo hace con el nombre de Elí. Una hipótesis sostenida por el historiador Sexto Julio Africano y por San Agustín de Hipona explica la divergencia apelando a la ley de levirato contenida en Deuteronomio 25:5-6. De acuerdo a la legislación mosaica, una mujer cuyo esposo muriese sin descendencia estaba obligada por ley a casarse con el hermano de su esposo, mientras que el hijo primogénito de su nuevo matrimonio debía ser contado y registrarse como un hijo del hermano fallecido.
Considerando que Mateo afirma que Jacob engendró a José pero Lucas no dice lo propio sobre Elí (solo se limita a decir que José era su "hijo"), se puede explicar la paternidad mutua de ambos sobre la base de que la esposa de Elí habría enviudado sin tener hijos y se habría casado posteriormente con su hermano Jacob (ambos hijos de misma madre; Estha, según la Tradición). De esta manera, se podría decir que Jacob fue el padre biológico de José mientras que Elí habría sido su padre legal.
Pero la explicación de la Enciclopedia Católica no resuelve el problema, por una parte el levirato solo guarda el nombre del padre legal, no del padre biológico, por lo que el de este último se habría perdido, es la razón por la que Onán realizaba el coitus interruptus, porque su hijo tendría el nombre de Er, su hermano mayor fallecido. Por otro lado esto solo desplaza el problema, a la generación siguiente, si Eli y Jacob eran hermanos tendrían que tener el mismo padre, en el caso de Er y Onán su padre era Judá, pero en ambas genealogías no coinciden en las posiciones ni padres, ni abuelos, ni bisabuelos, ni tatarabuelos y así durante más de treinta generaciones, lo que implica que se tuvo que aplicar el levinato durante todas las generaciones posteriores a David; finalmente aunque este fuese el caso, al menos deberían coincidir  el número de generaciones, y mientras que en Mateo son 13, aunque dice que son 14, porque cuenta a María, pero en las generaciones anteriores no se cuentan a las madres, luego no tendría porque hacerse en este caso, aun así en Lucas superan la treintena. 